# Réseau des trains de la région du Gauteng
 (février 2024).
Si vous disposez d'ouvrages ou d'articles de référence ou si vous connaissez des sites web de qualité traitant du thème abordé ici, merci de compléter l'article en donnant les références utiles à sa vérifiabilité et en les liant à la section « Notes et références ».
Le Réseau des trains de la région du Gauteng, dit Metrorail Gauteng, est un réseau de transport en commun ferroviaire desservant Johannesbourg et Pretoria.

## Réseau

### Présentation
| Ligne            | Terminus                                                                               | Longueur | Stations |
| ---------------- | -------------------------------------------------------------------------------------- | -------- | -------- |
| Blue Line        | Johannesbourg-Park, Leralla, Pretoria                                                  |          |          |
| Light Blue Line  | Gare de Pretoria, Gare de Saulsville                                                   |          |          |
| Green Line       | Gare de Johannesbourg-Park, Gare de Randfontein, Gare de Springs                       |          |          |
| Light Green Line | Gare de Westgate, Gare de George Goch, Gare de Faraday, Gare de Naledi                 |          |          |
| Dark Green Line  | Gare de George Goch, Gare de Vereeniging                                               |          |          |
| Yellow Line      | Gare de Johannesbourg-Park, Gare de Oberholzer                                         |          |          |
| Orange Line      | Gare de Pretoria, Gare de Belle Ombre, Gare de Mabopane, Gare de De Wildt              |          |          |
| Rose Line        | Gare de Eerste Fabrieke, Gare de Pienaarspoort, Gare de Hercules, Gare de Koedoespoort |          |          |
| Black Line       | Gare de Johannesbourg-Park, Gare de Daveyton                                           |          |          |
| Brown Line       | Gare de Nigel, Gare de Springs                                                         |          |          |
| Pale Brown Line  | Gare de Pretoria, Gare de Pienaarspoort                                                |          |          |
| Red Line         | Gare de Germiston, Gare de Kwesine                                                     |          |          |
| Violet Line      | Gare de Germiston, Gare de Vereeniging                                                 |          |          |
| White Line       | Gare de Germiston, Gare de New Canada                                                  |          |          |